# Дубица (Мркоњић Град)
Дубица је насељено мјесто у општини Мркоњић Град, Република Српска, БиХ. Према попису становништва из 1991. године у насељу је живјело 132 становника.

## Географија
Налази се на надморској висини од 892 метра.

## Прошлост
То је била некада аустријска тврђава, коју је аустријски генерал, Хрват Драшковић "опљенио" 1716. године. Други пут је освојена 1788. године од стране аустријског фелдмаршала Лаудона.

## Становништво
Према службеном попису становништва из 1991. године, Дубица је имала 132 становника. Срби су чинили око 99% од укупног броја становника.
| Националност       | 1991. | 1981. | 1971. | 1961. |
| Срби               | 117   | 188   | 250   | 306   |
| Југословени        | 1     |       |       |       |
| остали и непознато |       |       |       |       |
| Укупно             | 118   | 188   | 250   | 306   |